# 时空特工队
时空特工队（英語：Time Squad）也叫做《历史上的伟人疯事》，是Dave Wasson制作的电视动画，也是卡通频道的第十部动画。故事讲述孤儿巴克，和从未来来的时间警察图鲁塞以及机器人拉瑞3000，三人组成时空小队。时间旅行到过去，纠正历史的时空扭曲，并遇到不同历史人物。作品对历史人物和历史事件做调侃，台湾于2003年播出中文配音版。